# Фалешти
Фалешти (молд. Фэлешть) је град и седиште Фалештког рејона, у Молдавији. У јануару 2011, према процени живело је 17,800 становника.

## Историја
Град је имао значајну јеврејску популацију пре Другог светског рата, који су чинили 51% целокупног становништва. Јевреји су побијени за време Холокауста.

## Значајне личности
- Јон Паскалуца - политичар